# Davi Brandão
Davi Brandão Farias, conhecido no meio político como Davi Brandão (Bacabal, 19 de agosto de 1997) é um empresário e político brasileiro. Filiado ao PSB, é deputado estadual do Maranhão.

## Carreira política
Iniciou sua carreira de homem público como secretário municipal de Administração de Bacabal, no período de 2018 a 2022, com apenas 20 anos.
Disputou eleição pela primeira vez. Tem como bandeira política, dentre outras, defender políticas públicas de apoio e valorização da juventude e da educação.
Foi eleito deputado estadual pelo Partido Socialista Brasileiro (PSB) com 67.392 votos, nas eleições de 2022. Obteve a maior votação (14.492) de deputado estadual da história de Bacabal.